# Візім'яри
Візім'я́ри (рос. Визимьяры, марій. Визымъер) — селище у складі Кілемарського району Марій Ел, Росія. Адміністративний центр та єдиний населений пункт Візім'ярського сільського поселення.

## Населення
Населення — 2100 осіб (2010; 2038 у 2002).
Національний склад (станом на 2002 рік):
- росіяни — 54 %
- марі — 37 %